# Турандот (фільм)
Турандот (рос. Турандот) — радянський художній фільм 1990 року, знятий режисером Отаром Шаматавою.

## Сюжет
Оперна театральна трупа працює над постановкою опери Пуччіні Турандот. Фільм оповідає про любов і борг.

## У ролях
- Цотне Накашідзе — Ладо, режисер
- Барбара Двалішвілі — помічник режисера
- Ніно Круашвілі
- Маріка Гиоргобиани
- Манана Давіташвілі
- Наїра Дідіа
- Мака Коридзе
- Майя Гелашвілі
- Отар Меґвінетухуцесі — паралізований актор
- Аміран Амиранашвили — режисер
- Гіві Сіхарулідзе
- Васо Рцхіладзе
- Ладо Маквабішвілі — помічник режисера
- Георгій Толорава

## Знімальна група
- Сценарісти : Резо Чейшвілі, Отар Шаматава
- Режисер : Отар Шаматава
- Оператор : Георгій Берідзе
- Композитор : Георгій Цінцадзе
- Художники : Гія Лаперадзе, Борис Цхакая, Леван Гветадзе